# Chris Harris (Wrestler)
Chris Harris (* 25. Dezember 1973 in Cincinnati, Ohio) ist ein US-amerikanischer Wrestler. Er trat hauptsächlich für Total Nonstop Action Wrestling auf und wurde als Teil des erfolgreichen Tag Teams America’s Most Wanted bekannt.

## Karriere
Chris Harris interessierte sich bereits als Kind für das Wrestling, entschied sich jedoch erst auf dem College, eine solche Laufbahn einzuschlagen. Er wurde unter anderem von Roger Ruffen, einem Mitarbeiter der Northern Wrestling Federation, trainiert und debütierte im November 1994. Fünf Jahre lang beschränkten sich seine Einsätze auf kleinere Independent-Ligen in Ohio, Kentucky und Indiana. Über den bekannten Promoter Bert Prentice gelangte Harris schließlich zu World Championship Wrestling.

### World Championship Wrestling
Während er für Prentice arbeitete, bestritt Harris Anfang 2000 sein erstes Match in der WCW gegen Booker T. Erst im Oktober des Jahres unterschrieb er einen festen Development-Vertrag. Sein größter Auftritt in der WCW war der als Doppelgänger von Sting bei Halloween Havoc 2000; ansonsten kam Harris nicht über die B-Shows der Liga hinaus. Bevor er möglicherweise den Durchbruch schaffen konnte, wurde die WCW 2001 von der World Wrestling Federation (heute WWE) aufgekauft und stellte den Betrieb ein.

### Total Nonstop Action Wrestling
Anfang 2002 begann Harris wieder für Bert Prentice zu arbeiten, befand sich jedoch in finanziellen Nöten. Bei einer von Prentice organisierten Show in Nashville trat er gegen James Storm an und beeindruckte mit seiner Leistung die Talentsichter der gerade neu gegründeten Promotion Total NWA:TNA (heute Impact Wrestling). Beide Wrestler wurden zunächst mit kurzen Verträgen ausgestattet, entwickelten sich jedoch schnell zu einem wichtigen Teil der Liga.

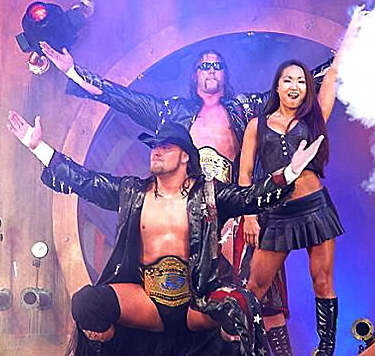
America's Most Wanted (Chris Harris, James Storm und Gail Kim) in TNA

Beim ersten Pay-Per-View der NWA:TNA am 19. Juni 2002 trat Harris im Gauntlet for the Gold um die NWA World Heavyweight Championship an. Eine Woche später bildete er erstmals mit James Storm ein Tag Team, welches nach einem Vorschlag Storms "America's Most Wanted" (AMW) genannt wurde. Am 18. September gewannen AMW erstmals die NWA World Tag Team Championship, indem sie AJ Styles und Jerry Lynn besiegten.
Während einer verletzungsbedingten Pause seines Partners erhielt Chris Harris im März 2004 ein Match um die NWA World Heavyweight Championship gegen Jeff Jarrett, welches er verlor. Im April verdiente er sich durch einen Sieg gegen Raven eine weitere Chance, wurde jedoch vor dem Match von Raven außer Gefecht gesetzt und durch den späteren Sieger und neuen Champion AJ Styles ersetzt. Am 2. Juni nahm Harris an einem "King of the Mountain"-Ladder Match um den Titel teil und musste sich (ebenso wie Raven, Ron Killings und der amtierende Champion Styles) Jeff Jarrett geschlagen geben. In der Folgezeit trat Harris wieder hauptsächlich mit AMW an, doch Ende August verletzte sich James Storm erneut. Beim letzten wöchentlichen PPV der Promotion am 8. September 2004 teamte Harris mit Elix Skipper gegen die Tag Team Champions Chase Stevens und Andy Douglas und sicherte sich den Titel zum mittlerweile fünften Mal. Ausgerechnet James Storm nahm ihnen mit seinem Partner Christopher Daniels die Gürtel nach zwei Wochen wieder ab.
Am 14. Dezember 2006 trafen AMW auf die amtierenden Tag Team Champions Latin American Exchange (Homicide und Hernandez) in einem Title vs. Team Match. James Storm entschied den Kampf, indem er Harris mit einer Bierflasche angriff und somit für die Niederlage und die Trennung von AMW sorgte.

### NWA Cyberspace
Chris Harris wrestlet regelmäßig für die Independent-Promotion NWA Shockwave (früher NWA Cyberspace). Am 19. November 2006 hielt er kurzzeitig die NWA Shockwave Heavyweight Championship, nachdem sich der Champion Jeff Jarrett freiwillig von ihm pinnen ließ. Commissioner Jasmin St. Claire entschied unmittelbar nach dem Match, dass beide Kontrahenten in einem Three-Way Match gegen Chris Parks („Abyss“) antreten müssen. Abyss gewann den Kampf und beendete somit Harris’ Regentschaft noch am selben Abend.

### World Wrestling Entertainment
Nachdem Harris’ Vertrag bei TNA ausgelaufen war, unterschrieb er Ende Januar 2008 einen Kontrakt bei World Wrestling Entertainment. Im März bestritt er ein Dark-Match und trainierte danach bei Florida Championship Wrestling, einer Entwicklungsliga der WWE. Bei der ECW Sendung vom 8. Juli 2008 gab Harris sein Debüt unter dem Namen Braden Walker und war somit vorläufig im ECW-Roster gelistet. Am 7. August jedoch wurde Harris bereits wieder entlassen.

### Aktuell
Derzeit ist Harris unter dem Namen "Wildcat" Chris Harris bei der Northern Wrestling Federation tätig.

## Wrestling-Erfolge
Frontier Elite Wrestling
- 1× Frontier Elite Wrestling Tag Team Champion

Interstate Championship Wrestling
- 1× ICW Heavyweight Champion

Mountain Wrestling Association
- 2× MWA Heavyweight Champion
- 1× MWA Tag Team Champion

National Wrestling Alliance
- 1× NWA North American Heavyweight Champion

NWA Shockwave
- 1× NWA Shockwave Heavyweight Champion

Northern Wrestling Federation
- 3× NWF Heavyweight Champion
- 1× NWF Tri-State Champion
- 1× NWF Tag Team Champion

Superstar Wrestling Federation
- 1× SWF Heavyweight Champion

Total Nonstop Action Wrestling
- 7× NWA World Tag Team Champion (6× mit James Storm, 1× mit Elix Skipper)

World Wrestling Council
- 1× WWC Tag Team Champion (mit James Storm)